# Berkeley (film)
Berkeley è un film del 2005 diretto da Bobby Roth.

## Trama
Berkeley, 1968: Ben Sweet è un ragazzo di diciotto anni che giunge in città per studiare contabilità. Inizia un'odissea attraverso il sesso, le droghe, il rock and roll, e l'attivismo politico che sconvolge il suo mondo.

## Distribuzione

### Data di uscita
- Stati Uniti: Berkeley, 8 ottobre 2005